# 源頴
源 頴（みなもと の ひいず/ひで）は、平安時代初期から前期にかけての貴族。嵯峨源氏、左大臣・源常または参議・源明の子。官位は従四位下・但馬権守。

## 経歴
仁明朝末の嘉祥3年（850年）正月に従五位下に叙爵し、同年5月の御斎会では百済王教福と共に元興寺使を務める。天安元年（857年）侍従に任ぜられると、文徳朝末にかけて宮内少輔・刑部少輔と京官を歴任する。
清和朝に入ると、天安3年（859年）伊予権介次いで備前介と地方官に転じ、同年従五位上に昇叙される。また同年12月には、かつて刑部少輔を務めていた際に、前越後守・伴竜男や前豊後守・石川宗継ら多数の罪人を濫りに放免していたことが問題となるが、頴を始め刑部省の諸官人は刑部大丞・丹墀真総に唆されただけで同情の余地があるとして罪を免れている。
その後、貞観7年（865年）民部少輔に任ぜられ一時的に京官に復すが、翌貞観8年（866年）には美濃守に転じ、のち信濃守・大和守を務めるなど、清和朝では主に地方官を務め、位階は正五位下に至った。
陽成朝に入り、元慶元年（877年）従四位下に昇叙されるが、翌元慶2年（878年）には大和守から但馬権守に転じている。元慶3年（879年）10月29日卒去。最終官位は従四位下行但馬権守。

## 官歴
『六国史』による。
- 時期不詳：正六位上
- 嘉祥3年（850年） 正月7日：従五位下
- 天安元年（857年） 10月27日：侍従
- 天安2年（858年） 3月8日：宮内少輔。5月11日：刑部少輔
- 天安3年（859年） 正月13日：伊予権介。2月13日：備前介。11月19日：従五位上
- 貞観7年（865年） 正月27日：民部少輔
- 貞観8年（866年） 正月13日：美濃守
- 貞観9年（867年） 正月12日：信濃守
- 貞観14年（872年）以前：雅楽頭
- 時期不詳：正五位下、大和守
- 元慶元年（877年） 11月21日：従四位下
- 元慶2年（878年） 8月14日：但馬権守
- 元慶3年（879年） 10月29日：卒去（従四位下行但馬権守）